# دروگر چغندر قند

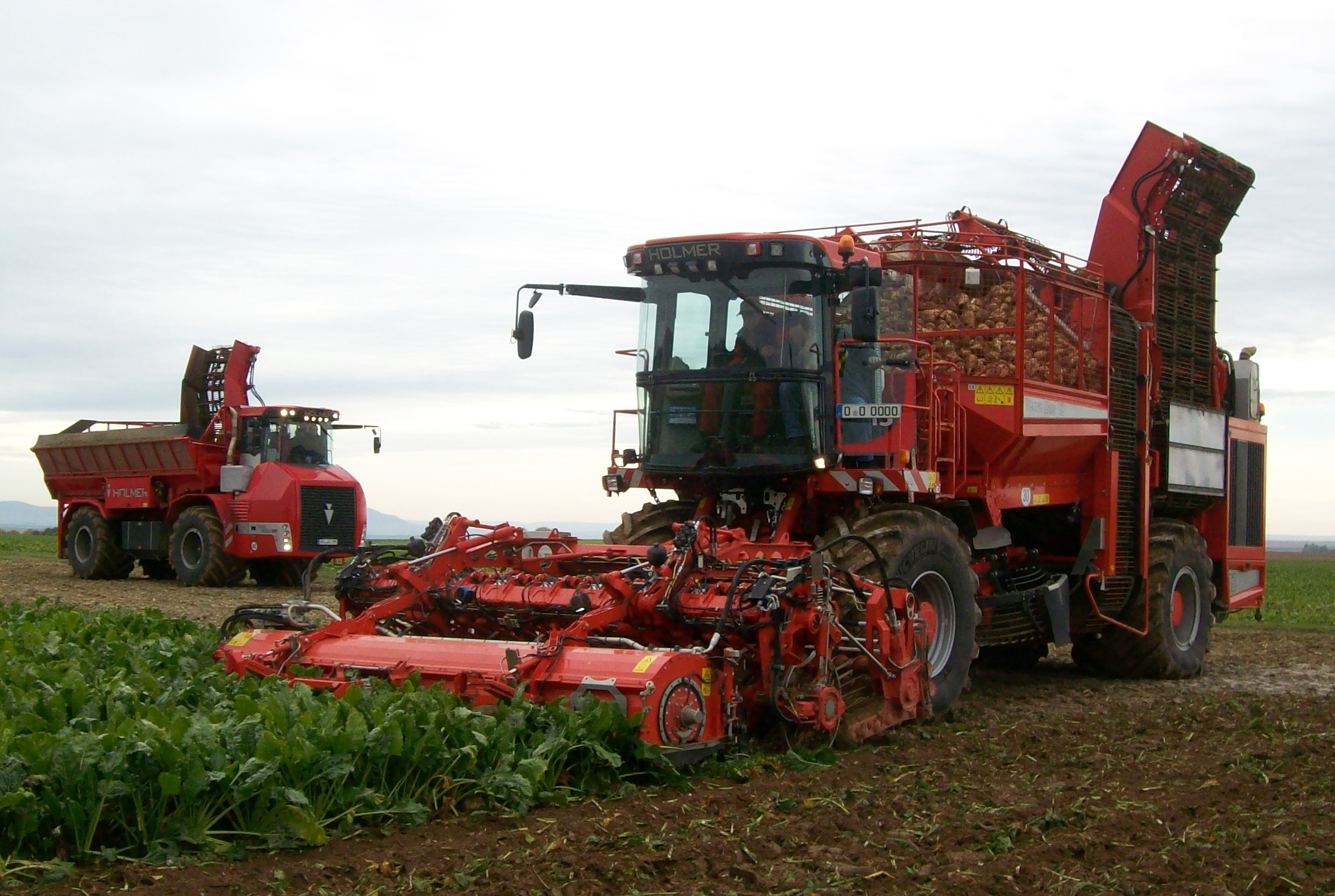
دروگر چغندر ۶ ردیفه (Terra Dos T3)

دروگر چغندر قند یک ماشین کشاورزی برای برداشت گیاه چغندر قند است. ماشین‌های نخستین توسط تراکتور کشیده می‌شدند و تنها یک ردیف چغندر می‌توانست برداشت شود. دروگرهای مدرن چغندرقند خود ماشینی است که عمدتاً ۶ ردیف را برداشت می‌کند. چغندرها از زمین با بلند کردن سهام برداشته می‌شوند. از طریق تمیز کردن غلتک‌ها، شبکه انتقال و بالابر تخلیه، چغندرها از خاک چسبیده جدا می‌شوند و به مخزن نگهداری دستگاه منتقل می‌شوند. چغندرها در پشته‌های ذخیره‌سازی در مرز زمین قرار می‌گیرند یا در زمان برداشت در یک وسیله نقلیه بارگذاری می‌شوند. برگ چغندر حذف می‌شود و به‌عنوان کودِ خاک یا خوراک دام مصرف می‌شود، برگ‌ها را می‌توان تازه یا به عنوان سیلاژ استفاده کرد.